# Arpusaivo
Arpusaivo är en sjö i Kiruna kommun i Lappland och ingår i Torneälvens huvudavrinningsområde. Sjön har en area på 0,0505 kvadratkilometer och ligger 478,9 meter över havet.

## Delavrinningsområde
Arpusaivo ingår i det delavrinningsområde (764812-170545) som SMHI kallar för Mynnar i Suvijoki. Medelhöjden är 593 meter över havet och ytan är 39,18 kvadratkilometer. Det finns inga avrinningsområden uppströms utan avrinningsområdet är högsta punkten. Arpujoki som avvattnar avrinningsområdet har biflödesordning 4, vilket innebär att vattnet flödar genom totalt 4 vattendrag innan det når havet efter 520 kilometer. Avrinningsområdet består mestadels av skog (34 procent) och kalfjäll (49 procent). Avrinningsområdet har 0,33 kvadratkilometer vattenytor vilket ger det en sjöprocent på 0,9 procent.